# Baranisobas rugator
Baranisobas rugator là một loài tò vò trong họ Ichneumonidae.